# Dopravný podnik Bratislava
Dopravný podnik Bratislava, akciová spoločnosť (DPB, a.s.) je společnost, provozující MHD v hl. městě Slovenska Bratislavě. Kromě linek MHD provozuje i příměstské linky a pravidelné mezinárodní autobusové linky.

## Historické názvy
Právně nesl podnik v minulosti tyto názvy:
- Pozsony városi villamos vasút (PVVV) (slovensky Bratislavská mestská elektrická železnica (BMEŽ))
- Bratislavská elektrická účastinná spoločnosť (BEÚS)
- Dopravné závody hlavného mesta Bratislavy, komunálny podnik (DOZÁB)
- Dopravný podnik mesta Bratislavy (DPMB)
- Dopravné podniky hl. mesta SSR Bratislavy, koncern (DPHMB) – Dopravné závody hl. mesta SSR Bratislavy, koncernový podnik (DZHMB)
- Dopravný podnik, Bratislava, štátny podnik (DPB)
- Dopravný podnik, Bratislava, mestský podnik (DPB)
- (současnost) Dopravný podnik Bratislava, akciová spoločnosť (DPB)

Fyzicky úplně nebo částečně převzal i tyto podniky na území města:
- BKH – Elektrická lokálna železnica Bratislava-krajinská hranica
- POHéV – Pozsony Országhatárszeli Helyiérdekú Villamos Vasút
- LWP – Lokalbahn Wien – (Pozsony) Pressburg (Pressburgerbahn)
- NÖLB – Niederösterreichische Landdesbahnen – Dolnorakúske krajinské železnice

## Galerie

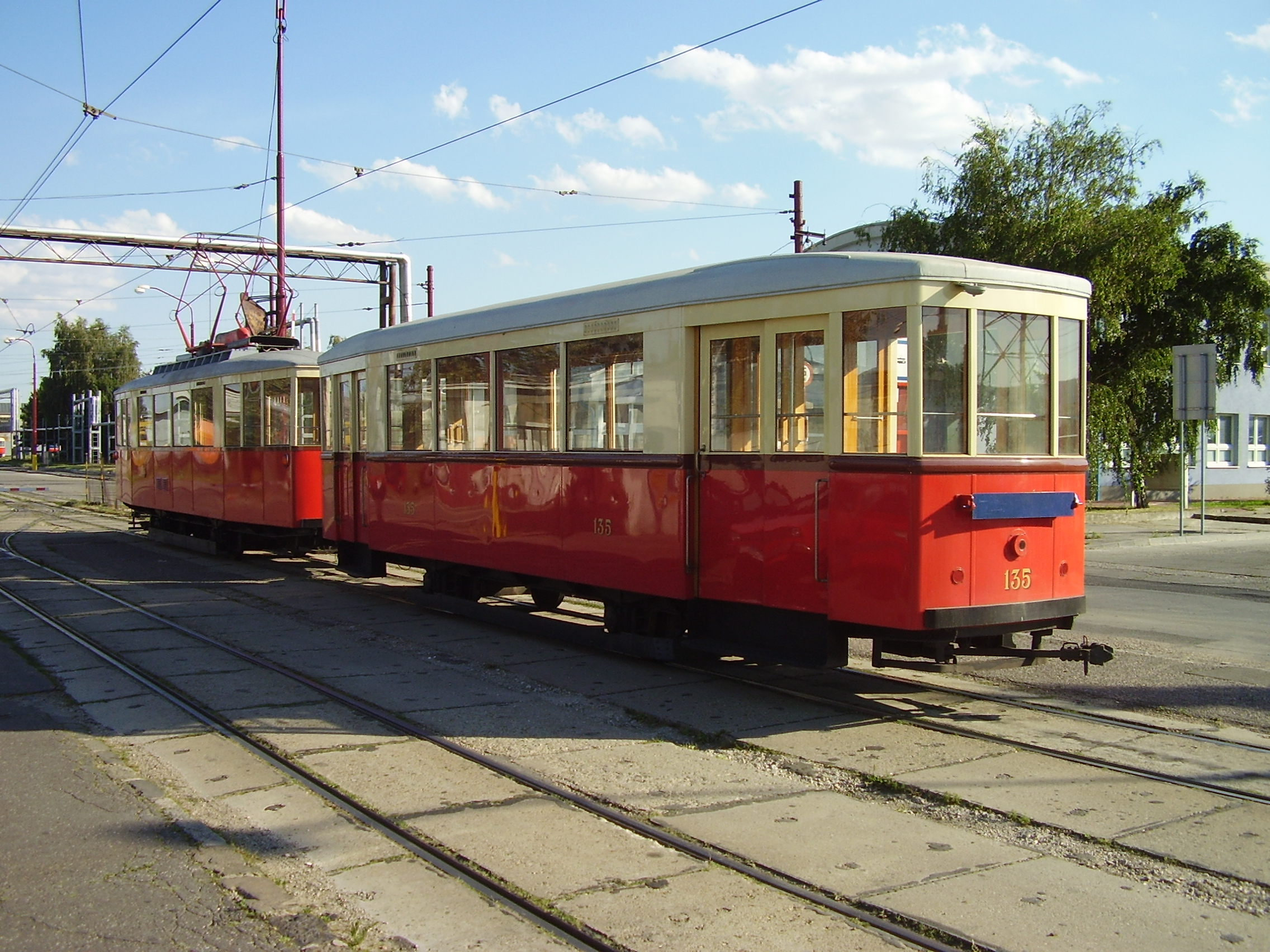
Historická souprava vozidel evidenční číslo 38 (vlastní výroba DPB) a 135 (SGP) na vjezdu do vozovny Jurajov dvor
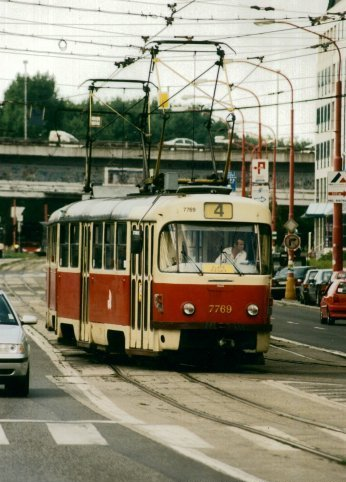
Tramvaj T3, evidenční číslo 7769/7770 na lince 4 odbočuje z nábřeží na Nám. Ľudovíta Štúra, ještě když tudy linka jezdila obousměrně
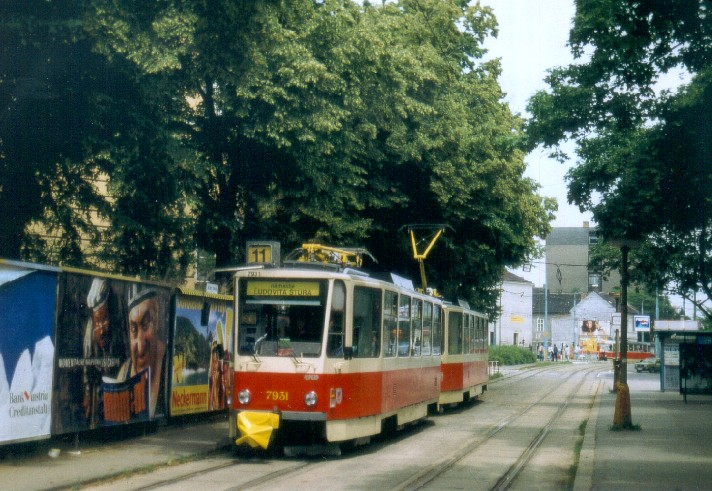
Tramvaj T6A5 starších sérií ještě v čase, když se na označení cíle používali převíjecí kotouče a na označení linky tzv. televizory. Dnes již oboje i na starších vozech nahradili digitální BUSE transparenty (obrázek vpravo)
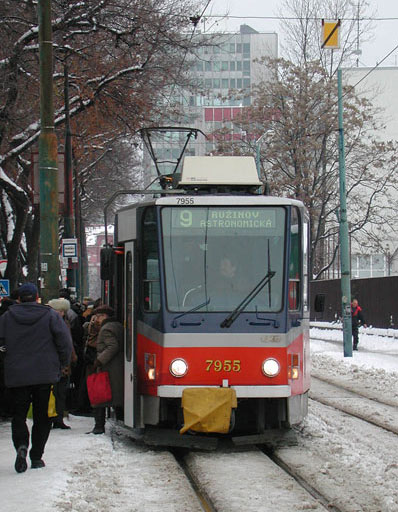
Tramvaj T6A5 třetí série na zastávce "Záhradnícka" nedaleko populárního trhoviště Miletičova. Série se od prvních dvou sérií značně odlišuje už na první pohled
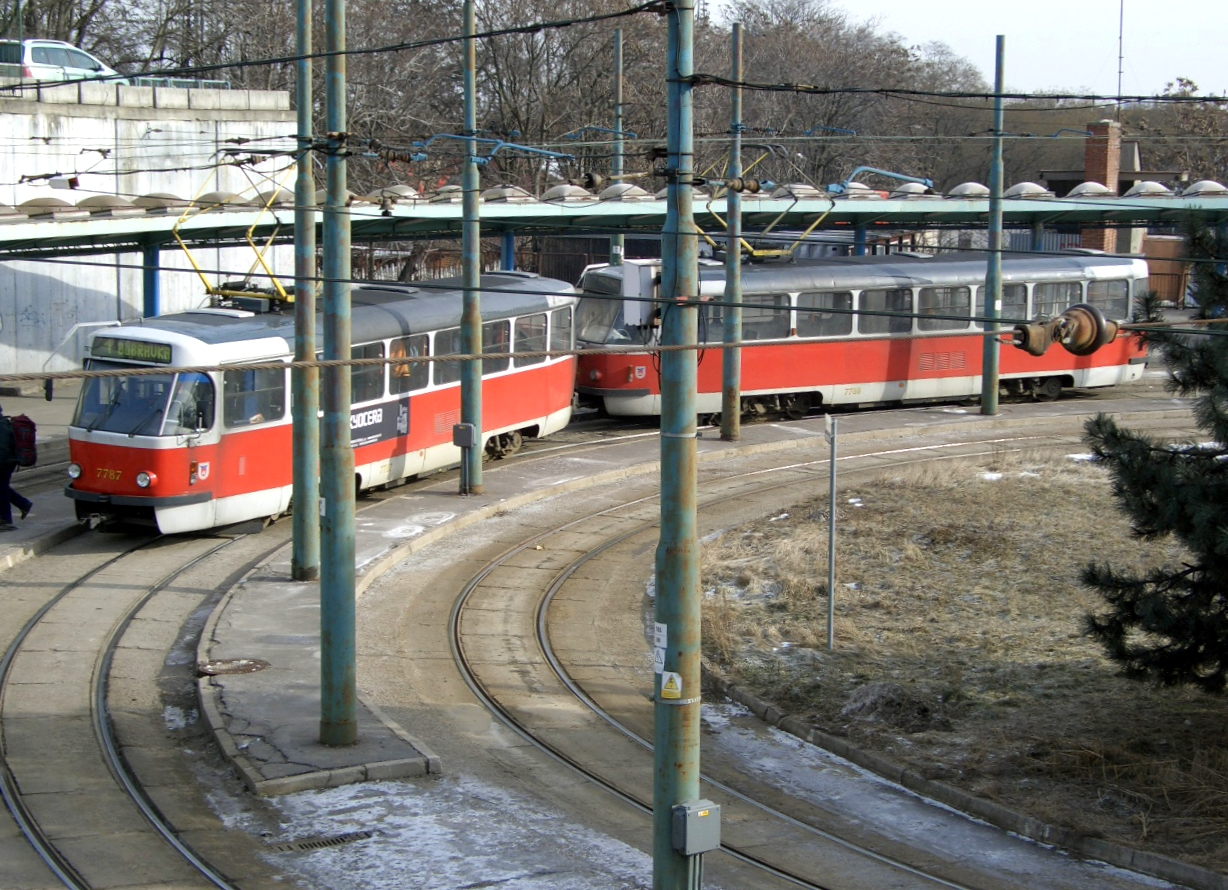
Souprava tramvají T3P v Bratislavě, čeká na svůj odchod na obratišti Hlavná stanica
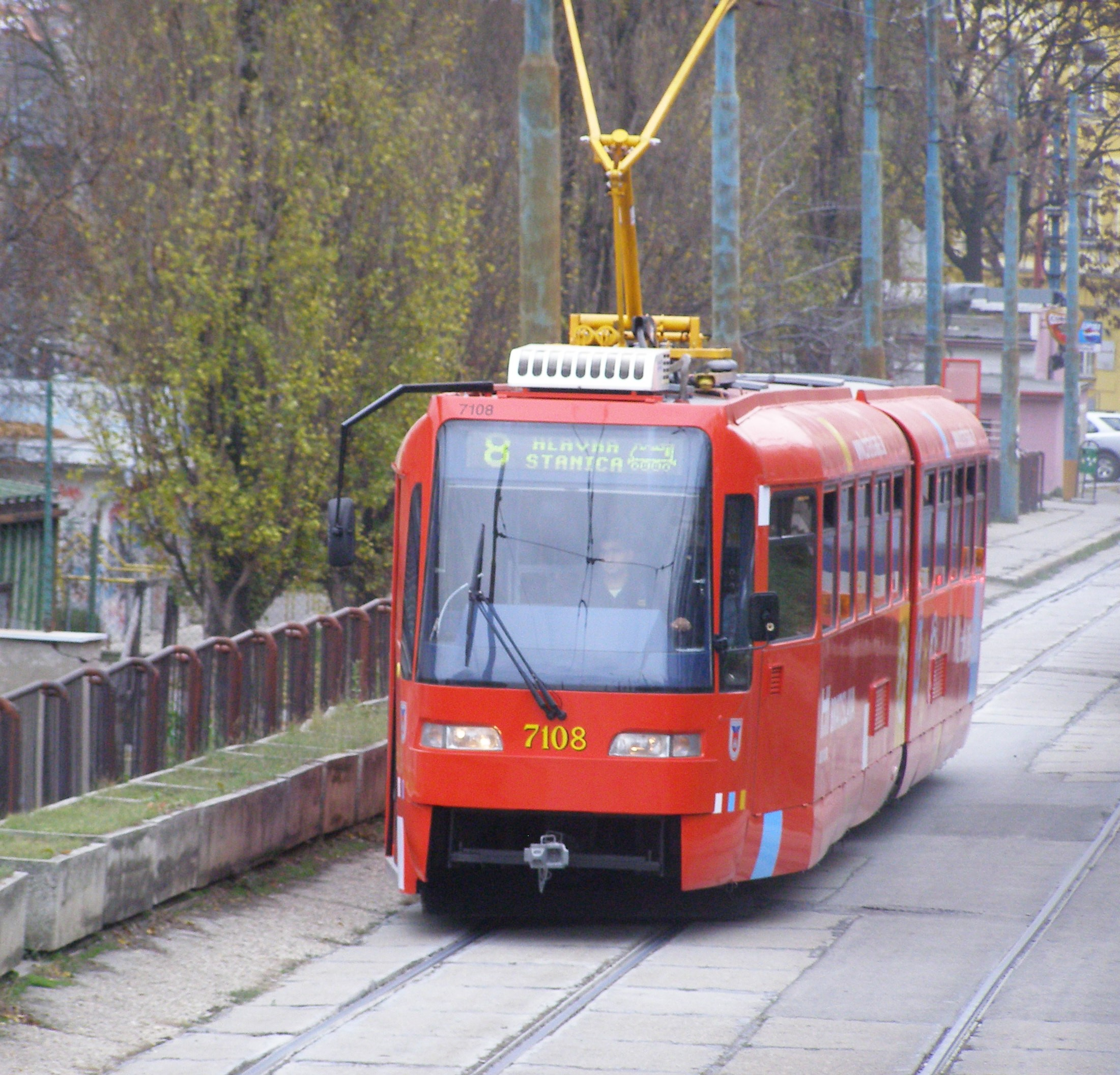
Bratislavská modernizovaná tramvaj Tatra K2S u Hlavní stanice
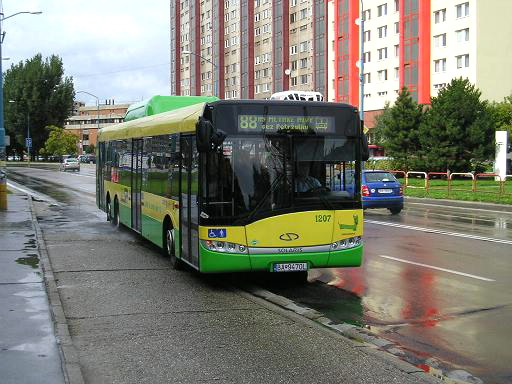
Autobus typu Solaris Urbino 15 CNG
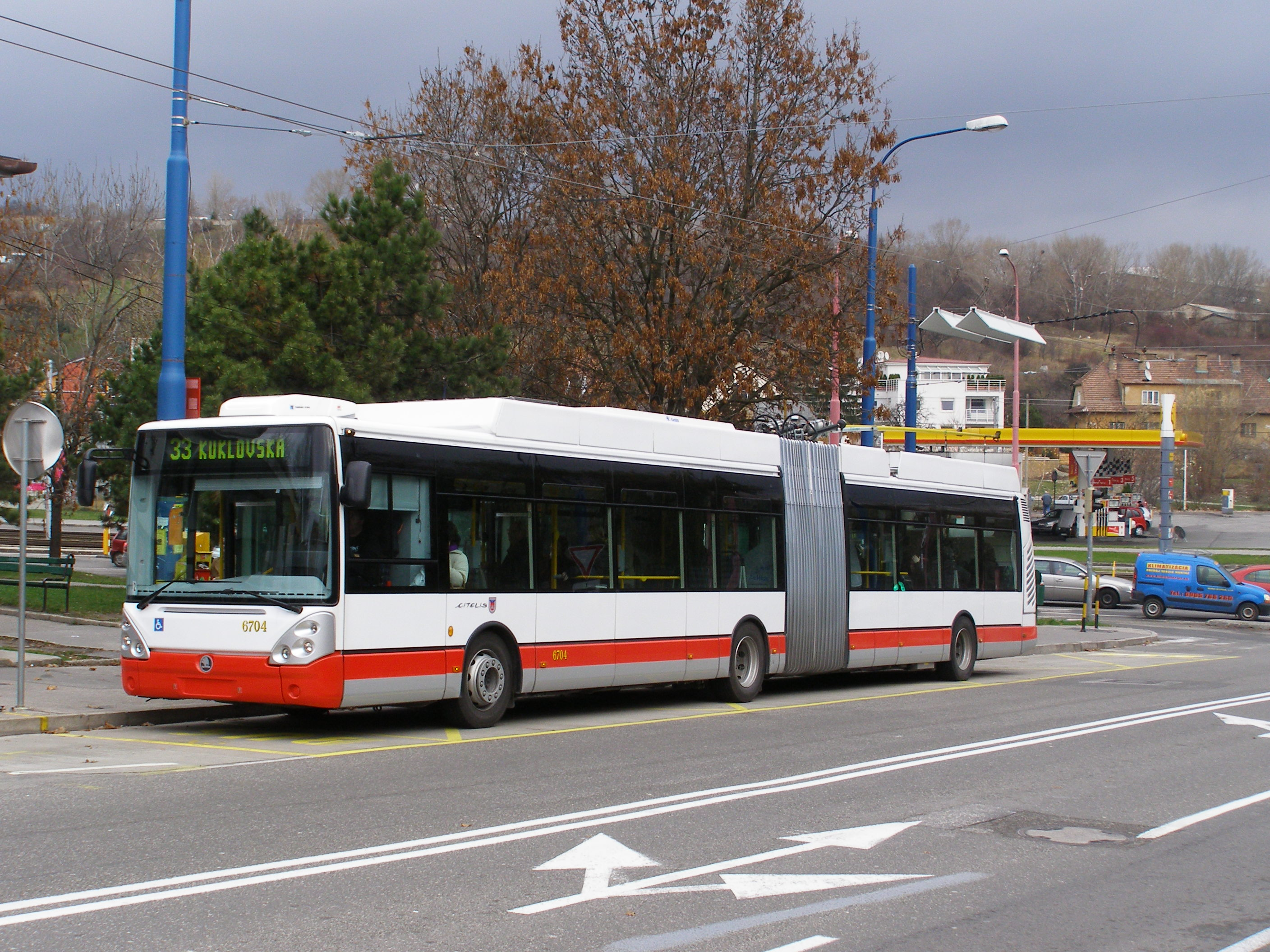
Trolejbus Škoda 25Tr s pomocným dieselagregátem pro jízdu na úsecích bez trolejového vedení